# Бикелл, Брайан
Брайан Бикелл (англ. Bryan Bickell; род. 9 марта 1986, Боуменвилл, Онтарио, Канада) — канадский хоккеист, крайний нападающий. Трёхкратный обладатель Кубка Стэнли (2010, 2013, 2015) в составе «Чикаго Блэкхокс».
После десяти сезонов, проведенных в системе «Чикаго» Бикелл был обменян в «Каролину». В ноябре 2016 года у игрока был диагностирован рассеянный склероз. 8 апреля 2017 года объявил о завершении игровой карьеры.

## Достижения
- Трёхкратный обладатель Кубка Стэнли (2010, 2013, 2015) в составе клуба «Чикаго Блэкхокс».

## Статистика

### Клубная карьера
```
                                            
                                            --- Regular Season ---  ---- Playoffs ----
Season   Team                        Lge    GP    G    A  Pts  PIM  GP   G   A Pts PIM
--------------------------------------------------------------------------------------
2002-03  Ottawa 67's                 OHL    50    7   10   17    4  20   5   3   8  12
2003-04  Ottawa 67's                 OHL    59   20   16   36   76   7   3   0   3  11
2004-05  Ottawa 67's                 OHL    66   22   32   54   95  21   5  12  17  32
2005-06  Ottawa 67's                 OHL    41   28   22   50   41  --  --  --  --  --
2005-06  Windsor Spitfires           OHL    26   17   16   33   19   7   5   5  10  10
2006-07  Norfolk Admirals            AHL    48   10   15   25   66   2   0   0   0   0
2006-07  Chicago Blackhawks          NHL     3    2    0    2    0  --  --  --  --  --
2007-08  Rockford IceHogs            AHL    73   19   20   39   52  12   2   3   5  11
2007-08  Chicago Blackhawks          NHL     4    0    0    0    2  --  --  --  --  --
2008-09  Rockford IceHogs            AHL    42    6    8   14   60   4   0   2   2   4
2009-10  Chicago Blackhawks          NHL    16    3    1    4    5   4   0   1   1   2
2009-10  Rockford IceHogs            AHL    65   16   15   31   58  --  --  --  --  --
2010-11  Chicago Blackhawks          NHL    78   17   20   37   40   5   2   2   4   0
2011-12  Chicago Blackhawks          NHL    71    9   15   24   48   6   2   0   2   4
2012-13  Znojmo Orli HC              Austr  28    9   18   27   14  --  --  --  --  --
2012-13  Chicago Blackhawks          NHL    48    9   14   23   25  23   9   8  17  14
2013-14  Chicago Blackhawks          NHL    59   11    4   15   28  19   7   3  10   8
2014-15  Chicago Blackhawks          NHL    80   14   14   28   38  18   0   5   5  14
2015-16  Rockford IceHogs            AHL    47   15   16   31   23   3   0   1   1   2
2015-16  Chicago Blackhawks          NHL    25    0    2    2    2  --  --  --  --  --
2016-17  Charlotte Checkers          AHL    10    1    3    4    4  --  --  --  --  --
2016-17  Carolina Hurricanes         NHL    11    1    0    1    4  --  --  --  --  --
--------------------------------------------------------------------------------------
         NHL Totals                        395   66   70  136  192  75  20  19  39  42
         AHL Totals                        285   67   77  144  263  21   2   6   8  17

```